# 1961 en Saskatchewan
Chronologie de la Saskatchewan
- 1957
- 1958
- 1959
- 1960
- 1961
- 1962
- 1963
- 1964
- 1965

Cette page concerne des événements d'actualité qui se sont produits durant l'année 1961 dans la province canadienne de la Saskatchewan.

## Politique
- Premier ministre : Tommy Douglas puis Woodrow Stanley Lloyd
- Chef de l'Opposition :
- Lieutenant-gouverneur : Frank Lindsay Bastedo
- Législature :

## Naissances
- 30 mars : Doug Wickenheiser (né à Regina - mort le 12 janvier 1999) est un joueur professionnel de hockey sur glace qui joua pour les Canadiens de Montréal, les Blues de Saint-Louis, les Canucks de Vancouver, les Rangers de New York et les Capitals de Washington de la Ligue nationale de hockey.

- 23 avril : Jock Darren Callander (né  à Regina) est un joueur professionnel de hockey sur glace.